# Fynbos

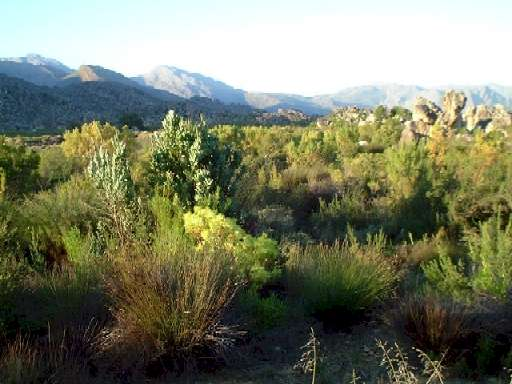
Fynbos

Fynbos (afrikaans för fin buske) är namnet på buskvegetationen i södra Västra Kapprovinsen i Sydafrika. Området kännetecknas av vinterregn och sommartorka och en vegetation som liknar medelhavsområdets macchia.
Fynbos är habitat för över 9 000 växtarter, vilket gör detta område till en av de platser i världen med högst biologisk mångfald.[källa behövs]